# Schlössel (Dossenheim)
Das Schlössel in Dossenheim im Rhein-Neckar-Kreis war ein repräsentatives, von einem Park umgebenes Barockgebäude aus dem 18. Jahrhundert südwestlich der Evangelischen Kirche. Es wechselte mehrfach den Besitzer, bevor es ab etwa 1920 als Armenhaus genutzt und 1929 von der Gemeinde erworben wurde. Zur NS-Zeit wurden in dem Gebäude ein Kindergarten und in einem Nebengebäude ein HJ-Heim eingerichtet. Das Gebäude blieb Kindergarten bis 1968 und wurde 1970 abgerissen. An der Stelle des Gebäudes befindet sich heute die Wohnsiedlung Stadthäuser Schlössel. Das gelegentlich auch als „altes Schlössel“ bezeichnete Gebäude ist nicht zu verwechseln mit dem ebenfalls in Dossenheim liegenden Alten Schlössel, einer traditionellen Bezeichnung für die so genannte Kronenburg.

## Geschichte
Über den Ursprung des Gebäudes gibt es unterschiedliche Angaben. Eine Quelle nennt einen Dr. Israel als möglichen Erbauer und gibt das Baujahr 1722 an, während man in den 1930er Jahren der Annahme war, dass das Gebäude von einer wohlhabenden Hugenottin erbaut wurde. Die ersten Hugenotten in Dossenheim nach dem Dreißigjährigen Krieg sind 1654 belegt. Im frühen 19. Jahrhundert befand sich das Gebäude im Besitz der Eheleute Albert (1776–1856) und Maria Lorenz (1763–1850), die in Dossenheim reich begütert waren und aus deren Nachlass Stiftungen für eine neue Kirchenorgel und zum Bau der neogotischen Friedhofskapelle ergingen. Die Grabsteine jener Eheleute bilden heute die ältesten Grabmale auf dem Dossenheimer Friedhof. Anschließend war das Gebäude ab etwa 1870 im Besitz eines Herrn Schmich. Hierbei handelt es sich entweder um einen Husarenmajor oder um einen der beiden Bürgermeister Jakob Schmich und Johann Philipp Schmich. Von jenem Herrn Schmich kam das Gebäude an den Ratsschreiber Karl Weiss und von diesem 1919 an einen Major Freyer. Das Dossenheimer Wohnungsamt beschlagnahmte Räume im „Freyer'schen Anwesen“ für Wohnzwecke nach der Wohnungsmangelverordnung und brachte darin sozial schwache Personen unter. Im Januar 1929 erwarb die Gemeinde Dossenheim das Anwesen.
Die Personen, die im Schlössel einquartiert waren, wurden mehrfach aktenkundig. So wurde bei einem Nachbarschaftsstreit im März 1930 ein Bewohner von einem anderen mit der Schrotflinte angeschossen. Oft blieben auch die Mietzahlungen aus oder wurde Müll und Unrat im Haus gelagert. Die Gemeinde erwog daher bereits im September 1929 wieder den Verkauf des Anwesens und die Parzellierung des zugehörigen großen Hausgartens in Bauplätze. Das Badische Vermessungsamt in Heidelberg war jedoch der Ansicht, dass das Gebäude bei einer etwaigen Ausbesserung und farbigen Gestaltung eines der schönsten Ortsbilder Dossenheims darstellt und der Garten daher nicht mit wesensfremden Bauten überbaut werden dürfe. Auch das Bezirksamt schloss sich der Meinung des Vermessungsamtes an und untersagte eine Parzellierung. Das Gebäude blieb weiterhin Armenhaus, zwischenzeitlich neu aufgekommene Ausbaupläne für die historischen Scheunen und Schuppen wurden wieder verworfen.
Dem 1933 eingesetzten NS-Bürgermeister von Dossenheim war das Armenhaus von an ein Dorn im Auge und er versuchte, die Bewohner anderweitig unterzubringen, was vorerst nicht gelang. Stattdessen wurde 1935 der zum Schlössel gehörige Holzschuppen zu einem HJ-Heim ausgebaut. Das Schlössel selbst wurde 1937, nachdem man die bisherigen Bewohner umquartiert hatte, zu einem NSV-Kindergarten umgebaut. Der Kindergarten bezog im Wesentlichen nur das Erdgeschoss, während man das Obergeschoss ebenfalls für Zwecke der HJ und des BDM hergerichtet hat. Der Keller wurde zum Luftschutzraum umgebaut. Im seitlichen Anbau an das Gebäude befanden sich unten eine Küche, im Obergeschoss zwei Wohnungen für NS-Schwestern. Die Freiflächen wurden mit terrassenförmigen Rasenflächen, Liegehalle, Sandkasten und Planschbecken versehen. Im Mai 1938 wurde das Gebäude unter Anwesenheit von Kreisleiter Seiler, Gauamtsleiter Dinkel und weiterer Honoratioren seiner neuen Bestimmung übergeben.
Das Gebäude hat den Zweiten Weltkrieg unbeschadet überdauert. 1945 hat es die Gemeinde dem Diakonissen-Verein angeboten, der es weiterhin als Kindergarten nutzte, zumal Gebäude und Freiflächen ja erst kurz zuvor umfassend renoviert worden waren. Mit der Erschließung von Neubaugebieten nach dem Zweiten Weltkrieg stieg die Anzahl der Kindergartenkinder, gleichzeitig dehnte sich Dossenheim weit vom Schlössel entfernt aus, so dass viele Kinder den gesamten Ort durchqueren mussten, um zum Schlössel zu gelangen. Die evangelische Kirchengemeinde plante daher einen neuen zentral gelegenen Kindergarten am Kronenburger Hof. Als dieser 1968 bezogen wurde, gab man den Kindergartenbetrieb im Schlössel auf. Die Gemeinde gab das Gebäude im Zuge des Ausbaus der Dossenheimer Hauptstraße noch im selben Jahr zum Abriss frei. Abgerissen wurde es dann 1970.
Mit dem Abriss des Schlössels sollte nicht nur die Möglichkeit zur Verbreiterung der Hauptstraße geschaffen werden, sondern sollten auch Bauplätze für moderne Wohngebäude entstehen. Allerdings scheiterte die Bebauung knapp zwei Jahrzehnte an Nachbarschaftsinteressen. Statt der Wohnbebauung entstand an der Stelle des Gebäudes zunächst nur ein Parkplatz. Erst ab 1989 entstand dann nach Plänen des Architekten Ludwig Kletschke die heutige Bebauung der Stadthäuser Schlössel im Winkel von Hauptstraße und Wilhelmstraße. Der Innenhof des Quartiers wurde Kirchplätzl genannt.

## Beschreibung
Gemeinsam mit der Evangelischen Kirche und dem ebenfalls barocken Pfarrhaus bildete das Schlössel einst ein repräsentatives Ensemble in Dossenheim.
Das Schlössel war ein eingeschossiges, siebenachsiges Gebäude mit Mansarddach. Die nach Westen hin liegende Hauptfassade war nicht symmetrisch gegliedert, so dass Haustür und Fenster im Erdgeschoss in keinem regelmäßigen Verhältnis zueinander standen. Auch die sieben nach Westen hin liegenden Fenster des Mansarddaches waren unsymmetrisch angeordnet. Im Erdgeschoss und Dachgeschoss gab es jeweils sechs Räume. Spätestens ab dem Umbau zum Kindergarten 1937/38 wurde das Gebäude mit Kachelöfen beheizt.